# DJMAX Portable Hot Tunes
디제이맥스 포터블 핫튠즈(DJMAX Portable Hot Tunes, DMPHT, 일본어: DJマックス ホットチューンズ DJ마쿠스 홋튠즈[*])는 펜타비전에서 제작한 디제이맥스 시리즈 중 하나로 디제이맥스 포터블 클래지콰이 에디션, 디제이맥스 포터블 블랙 스퀘어의 후속작으로, 디제이맥스 포터블 3와는 다른 게임이다. 루리웹을 통해 발표된 기사에 따르면 디제이맥스 포터블, 디제이맥스 포터블 2의 인기곡들을 모아 모두 수록하였으며 시리즈 최초로 일본에 발매될 예정라고 한다. 지금까지와 마찬가지로 한정판이 발매 예정이며, 총 수량은 2000개이다.

## 한정판 구성
- 한정 우드 케이스
- DJMAX 포터블 핫튠즈 UMD
- DJMAX 포터블 핫튠즈 골든 O.S.T. + 피아노 컬랙션
- DJMAX 포터블 핫튠즈 스케줄러
- 골든 O.S.T 부클릿 포스터 2종
- 미니 포스터 8종

## 게임 정보
- 5B Tunes가 삭제되고 4B Lite Tunes가 새롭게 추가되었다. (4B Lite Tunes는 NM난이도밖에 존재하지 않는다.)
- NETWORK 지원으로 디제이맥스 포터블1의 몇몇곡을 배틀로 즐길 수 있다.
- OST모드 및 ALBUM이 삭제되었다. 대신 M/V에디션에서 M/V를 감상할 수 있으며, 해금곡이 추가될 때마다 M/V의 개수도 추가된다.(전부 해금시 총 64개)
- Link Disk 모드 삭제
- 전체적으로 음질의 리마스터링 및 BGA 리마스터링이 이루어졌다.
- FEVER X5 / 8키 모드 에서는 여전히 BGA가 나오지 않는다.
- Absolute Max Disc 의 획득 방법이 "난이도 11 이상의 곡 100%로 클리어"로 변경되었다.
- 엑스트라 스테이지의 등장곡이 "바람에게 부탁해 Live ver."이다. (DJMAX Trilogy에 수록된것과 동일하며, 4스테이지 곡의 평균 정확도가 96% 이상일 때 등장한다.)
- 엑스트라 스테이지를 플레이하면, 4스테이지의 곡이 프리스타일로 등록되지 않는 버그가 수정되었다.
- 아스트로 파이터의 BGA의 캐릭터 디자인이 일부 변경되었다.

## OST
이하 곡 목록은 과거 디제이맥스 포터블, 디제이맥스 포터블 2를 재수록 하였으며, 이번 핫튠즈에서는 추가로 Memory of Beach의 피아노 버전을 비롯해 총 4곡의 피아노 버전이 수록되었다.
| - Ask to Wind (바람에게 부탁해 Live/일어 버전) - Chrono Breakers (소호전) - End of the Moonlight - Heart Beat (설레임) - Let`s Go Baby - Fallen Angel - Brandnew Days - Ray Of Illuminati - Jupiter driving - Chain of Gravity - higher - Never Say - MASAI - NB Ranger - NANO RISK - Rolling On the Duck - Mess it up - Can We Talk - Miles - Futurism - Eternal Memory - Hello Pinky - Save My Dream - Sunny Side - For Seasons - OBLIVION - A.I - Seeker - whiteblue - Minimal Life - Hamsin - BLYTHE | - Luv Flow - Memory of Beach - Every Morning (아침형인간) - sO mUCH iN LUV - Ladymade Star - Stay with me - Good Bye - DIVINE SERVICE - Out Law - Syriana - Enemy Storm - Rock Or Die - GET OUT - Starfish - Get On Top - NB RANGERS: Returns - Fentanest - Another DAY - Phantom Of Sky - MidNight Blood - SIN - Nightmare - IKARUS - FTR - SQUEEZE - BRAIN STORM - Cherokee - Light House - Taekwonburi (태권부리) - Astro Fight - Sunset Rider - OBLIVION (Rockin` Night Style) |

## 인용
1. ↑  펜타비전, DJ맥스 포터블 핫튠즈 세부 정보 공개 - 루리웹 비디오 게임 뉴스[깨진 링크(과거 내용 찾기)]